# Cisalak Pasar
Cisalak Pasar is een bestuurslaag in het regentschap Depok van de provincie West-Java, Indonesië. Cisalak Pasar telt 23.598 inwoners (volkstelling 2010).